# Morti nel 1991/Agosto
| Questa pagina contiene informazioni ricavate automaticamente dalle voci biografiche con l'ausilio del template Bio e di un bot. L'aggiornamento è periodico e automatico e ricostruisce completamente la pagina. Se manca una persona in questa lista, sei pregato di non aggiungerla, ma accertati piuttosto che la sua voce biografica contenga il template Bio e che i dati anagrafici siano correttamente compilati. Se il template Bio manca, inseriscilo tu stesso o, in alternativa, metti l'avviso {{tmp\|Bio}} che ne segnala la mancanza. Se i dati riportati sono sbagliati, correggi direttamente la voce biografica; le modifiche saranno visibili in questa lista entro pochi giorni. Per chiarimenti vedi il progetto biografie. La lista contiene solo le 114 persone che sono citate nell'enciclopedia e per le quali è stato implementato correttamente il template Bio. Pagina aggiornata al 3 mar 2024. |

- 1º agosto - Armando Fallanca, calciatore italiano (n. 1922)
- 1º agosto - Yūsuf Idrīs, scrittore egiziano (n. 1927)
- 2 agosto - Efrem Casagrande, pianista, compositore e direttore di coro italiano (n. 1924)
- 2 agosto - Bob Perina, giocatore di football americano statunitense (n. 1921)
- 3 agosto - John Field, ballerino e direttore artistico britannico (n. 1921)
- 3 agosto - Georg Krog, pattinatore di velocità su ghiaccio norvegese (n. 1915)
- 3 agosto - Angelo Nicosia, politico italiano (n. 1926)
- 3 agosto - Ali Sabri, politico e militare egiziano (n. 1920)
- 3 agosto - Károly Sós, calciatore e allenatore di calcio ungherese (n. 1909)
- 4 agosto - Evgenij Fëdorovič Dragunov, ingegnere e progettista sovietico (n. 1920)
- 4 agosto - Emil Čakărov, direttore d'orchestra bulgaro (n. 1948)
- 5 agosto - Paul Brown, allenatore di football americano statunitense (n. 1908)
- 5 agosto - Juan David García Bacca, filosofo spagnolo (n. 1901)
- 5 agosto - Sōichirō Honda, ingegnere e imprenditore giapponese (n. 1906)
- 5 agosto - Gaston Litaize, organista e compositore francese (n. 1909)
- 5 agosto - Evar Maran, attore italiano (n. 1924)
- 6 agosto - Roland Michener, avvocato, diplomatico e politico canadese (n. 1900)
- 6 agosto - Max Rostal, violinista, violista e insegnante austriaco (n. 1905)
- 6 agosto - Joseph Verdeur, nuotatore statunitense (n. 1926)
- 7 agosto - Charles Manring, canottiere statunitense (n. 1929)
- 7 agosto - Attilio Martella, attore italiano (n. 1919)
- 7 agosto - Modesto Sardo, politico italiano (n. 1929)
- 8 agosto - Shapur Bakhtiar, politico iraniano (n. 1914)
- 8 agosto - Ada Bruhn Hoffmeyer, archeologa danese (n. 1910)
- 8 agosto - Gianluca Favilla, attore italiano (n. 1950)
- 8 agosto - Eugenio Fernandi, tenore italiano (n. 1924)
- 8 agosto - Gladys Hulette, attrice statunitense (n. 1896)
- 8 agosto - James Irwin, astronauta statunitense (n. 1930)
- 8 agosto - Ivan Nikitovič Kožedub, aviatore e generale sovietico (n. 1920)
- 8 agosto - Luigi Moretti, storico e epigrafista italiano (n. 1922)
- 8 agosto - Nikolaj Nikolaevič Poppe, linguista sovietico (n. 1897)
- 8 agosto - Walter Zeman, calciatore austriaco (n. 1927)
- 9 agosto - Cella Delavrancea, pianista, scrittrice e musicologa rumena (n. 1887)
- 9 agosto - Schubert Gambetta, calciatore uruguaiano (n. 1920)
- 9 agosto - Gordan Lederer, fotografo croato (n. 1958)
- 9 agosto - Rafael Lledó, cestista argentino (n. 1922)
- 9 agosto - Antonino Scopelliti, magistrato italiano (n. 1935)
- 9 agosto - Michele Tomaszek, presbitero polacco (n. 1958)
- 10 agosto - Ellen Braumüller, giavellottista, discobola e altista tedesca (n. 1910)
- 10 agosto - Vincenzo Mutolo, medico e politico italiano (n. 1920)
- 10 agosto - Tadeusz Nowak, scrittore e poeta polacco (n. 1930)
- 10 agosto - Hans Jakob Polotsky, egittologo, linguista e orientalista israeliano (n. 1905)
- 11 agosto - Alfred Dompert, siepista tedesco (n. 1914)
- 11 agosto - Gianmarco Mezzadri, calciatore e allenatore di calcio italiano (n. 1923)
- 11 agosto - Alan Spenner, bassista britannico (n. 1948)
- 11 agosto - Helmut Walcha, organista, clavicembalista e compositore tedesco (n. 1907)
- 12 agosto - Édson Campos Martins, calciatore brasiliano (n. 1930)
- 12 agosto - Chuck Chuckovits, cestista statunitense (n. 1912)
- 12 agosto - Lin Fengmian, pittore cinese (n. 1900)
- 12 agosto - Ernesto Schick, botanico e agronomo svizzero (n. 1925)
- 13 agosto - James Roosevelt, politico e generale statunitense (n. 1907)
- 13 agosto - Richard A. Snelling, politico statunitense (n. 1927)
- 13 agosto - Kazuo Yamada, compositore e direttore d'orchestra giapponese (n. 1912)
- 14 agosto - György Deák-Bárdos, compositore, organista e insegnante ungherese (n. 1905)
- 14 agosto - Stanley Chambers, pistard britannico (n. 1910)
- 14 agosto - Alberto Crespo, pilota automobilistico argentino (n. 1920)
- 14 agosto - Ludwig Landgrebe, filosofo austriaco (n. 1902)
- 14 agosto - Gino Mangini, sceneggiatore e regista italiano (n. 1921)
- 14 agosto - Luigi Zampa, regista e sceneggiatore italiano (n. 1905)
- 15 agosto - Eduardo Herrera Bueno, calciatore spagnolo (n. 1914)
- 16 agosto - Frederic Marès, scultore e collezionista d'arte spagnolo (n. 1893)
- 16 agosto - Bruno Nicolai, compositore, direttore d'orchestra e editore musicale italiano (n. 1926)
- 16 agosto - Ignacio Pinedo, cestista e allenatore di pallacanestro spagnolo (n. 1925)
- 17 agosto - Don Dubbins, attore statunitense (n. 1928)
- 18 agosto - Andrew Anderson, calciatore scozzese (n. 1909)
- 18 agosto - Rick Griffin, artista statunitense (n. 1944)
- 18 agosto - Les McDowall, allenatore di calcio e calciatore scozzese (n. 1912)
- 19 agosto - Oliver Drake, regista, sceneggiatore e attore statunitense (n. 1903)
- 19 agosto - Antonino Scaini, politico italiano (n. 1915)
- 20 agosto - Renato Lio, militare italiano (n. 1956)
- 20 agosto - José Luis Sagi-Vela, cestista spagnolo (n. 1944)
- 21 agosto - Michail Samuilovič Agurskij, ingegnere sovietico (n. 1933)
- 21 agosto - Massimo Cimino, astrofisico e museologo italiano (n. 1908)
- 21 agosto - Wolfgang Hildesheimer, scrittore e pittore tedesco (n. 1916)
- 21 agosto - Remo Versaldi, calciatore italiano (n. 1910)
- 21 agosto - Richard Wilson, regista cinematografico, attore e sceneggiatore statunitense (n. 1915)
- 22 agosto - Siro Angeli, poeta, drammaturgo e sceneggiatore italiano (n. 1913)
- 22 agosto - Colleen Dewhurst, attrice canadese (n. 1924)
- 22 agosto - Boris Pugo, politico sovietico (n. 1937)
- 23 agosto - Antonio Giuseppe Angioni, vescovo cattolico italiano (n. 1910)
- 23 agosto - Wilhelm Hahnemann, allenatore di calcio e calciatore austriaco (n. 1914)
- 23 agosto - Germán Pardo García, poeta colombiano (n. 1902)
- 23 agosto - Florence B. Seibert, biochimica e scienziata statunitense (n. 1897)
- 24 agosto - Sergej Fëdorovič Achromeev, generale e politico sovietico (n. 1923)
- 24 agosto - Bernard Castro, inventore italiano (n. 1904)
- 24 agosto - Marcello D'Olivo, architetto, urbanista e pittore italiano (n. 1921)
- 24 agosto - Abel Kiviat, mezzofondista statunitense (n. 1892)
- 24 agosto - Marcello Serra, saggista, poeta e giornalista italiano (n. 1913)
- 24 agosto - Cesare Zacchi, arcivescovo cattolico italiano (n. 1914)
- 25 agosto - Niven Busch, scrittore e sceneggiatore statunitense (n. 1903)
- 25 agosto - Alessandro Dordi, presbitero italiano (n. 1931)
- 25 agosto - Hans Geiger, calciatore tedesco (n. 1905)
- 25 agosto - Giuseppe Vaiana, astrofisico italiano (n. 1935)
- 26 agosto - Ada Alessandrini, partigiana, politica e saggista italiana (n. 1909)
- 26 agosto - Ron Livingstone, cestista statunitense (n. 1925)
- 26 agosto - Itaco Nardulli, attore italiano (n. 1974)
- 26 agosto - Vera Pavlovna Stroeva, regista cinematografica sovietica (n. 1903)
- 27 agosto - Piet van Boxtel, calciatore olandese (n. 1902)
- 27 agosto - Gioacchino Muccin, vescovo cattolico italiano (n. 1899)
- 28 agosto - Umberto Brizzi, sollevatore italiano (n. 1908)
- 28 agosto - Pierre Castex, scrittore, giornalista e critico cinematografico francese (n. 1924)
- 28 agosto - Francesco Russo, presbitero e storico italiano (n. 1908)
- 28 agosto - Erich Schatzki, ingegnere tedesco (n. 1898)
- 28 agosto - Alberto Spreafico, politologo italiano (n. 1928)
- 28 agosto - Vince Taylor, cantante e musicista britannico (n. 1939)
- 29 agosto - Ivan Bodin, calciatore svedese (n. 1923)
- 29 agosto - Ēriks Brēde, calciatore lettone (n. 1909)
- 29 agosto - Dixie Dunbar, attrice e ballerina statunitense (n. 1918)
- 29 agosto - Libero Grassi, imprenditore italiano (n. 1924)
- 29 agosto - René Grimm, calciatore svizzero (n. 1900)
- 30 agosto - Cyril Knowles, calciatore e allenatore di calcio inglese (n. 1944)
- 30 agosto - Adão Nunes Dornelles, calciatore brasiliano (n. 1923)
- 30 agosto - Jean Tinguely, scultore svizzero (n. 1925)
- 31 agosto - Juliusz Demel, storico polacco (n. 1924)